# Special collection service
Lo Special Collection Service (SCS in acronimo), noto anche come F6, è una unità interforze d'intelligence degli Stati Uniti d'America che opera per un programma di raccolta di informazioni per la sicurezza interna ed esterna, tramite intercettazioni.
È composta da personale della National Security Agency (NSA), e della CIA per operazioni che vanno dalla guerra fredda, alla guerra globale al terrorismo. Ha il quartier generale a Beltsville nel Maryland.

## Storia
Nata alla fine degli anni '70, con la "guerra fredda", per missioni speciali sia all'estero (Russia, Siria, Iran) che in patria dove, in collaborazione con l'FBI, operavano per la ricerca di agenti del KGB.
Oggi è presente in tutte le rappresentanze diplomatiche degli USA, operando nella sorveglianza e nel monitoraggio telefonico, informatico ed elettronico delle ambasciate straniere, centri di comunicazioni e installazioni governative di altri paesi.
Nel 2012 è stata accusata di aver violato i sistemi di videosorveglianza dell'Ufficio delle Nazioni Unite a New York.
Nell'ottobre 2013 è emerso che avrebbero ascoltato anche le comunicazioni di leader politici occidentali, tra cui il premier tedesco Angela Merkel.